# Белоцкий, Артём Игоревич
Артём Игоревич Белоцкий (род. 24 мая 1999, Москва) — российский хоккеист, нападающий.

## Биография
Воспитанник ЦСКА. На ярмарке юниоров КХЛ 2016 года был выбран под № 135 «Автомобилистом» Екатеринбург. В сезонах 2016/17 — 2018/19 — игрок команды МХЛ «Авто». В январе 2018 года провёл пять матчей в КХЛ. Выступал также за «Горняк» Учалы в ВХЛ (2018/19 — 2019/20).
В сезонах 2002/21 — 2021/22 играл в чемпионате Казахстана за «Темиртау».